# Чемпіонат світу з футболу 2014 (кваліфікаційний раунд, КАФ, перший раунд)
У першому раунді відбору на чемпіонат світу в африканській зоні 24 найслабші згідно з рейтингом ФІФА команди регіону грали між собою для визначення 12 збірних, що виходили до другого раунду відбору.

## Формат
24 найслабші команди за рейтингом ФІФА (що займали місця 29-52 серед африканських команд) на липень 2011 року розбилися на пари і провели по одному матчу на полі кожного із суперників. 12 переможців пар вийшли до другого раунду. Матчі відбулися 11 і 15 листопада 2011 року. Жеребкування першого та другого раундів проходило в Ріо-де-Жанейро 30 липня 2011 року. Перший кошик для жеребкування складали команди на 29-40 місцях рейтингу, другий — ті, що посідали 41-52 місця. Перші матчі пройшли на полях більш слабких команд.

## Посів
Рейтинг ФІФА на липень 2011 став основою для поділу команд на сіяні і несіяні.
| Сіяні | Несіяні |
| --- | --- |
| Мозамбік · ДР Конго · Того · Ліберія · Танзанія · Республіка Конго · Кенія · Руанда · Ефіопія · Намібія · Бурунді · Мадагаскар | Гвінея-Бісау · Екваторіальна Гвінея · Чад · Есватіні · Коморські Острови · Лесото · Еритрея · Сомалі · Джибуті · Маврикій · Сейшельські Острови · Сан-Томе і Принсіпі |

## Результати
| Команда 1            | Заг.    | Команда 2        | 1-й матч | 2-й матч |
| -------------------- | ------- | ---------------- | -------- | -------- |
| Сейшельські Острови  | 0–7     | Кенія            | 0–3      | 0–4      |
| Гвінея-Бісау         | 1–2     | Того             | 1–1      | 0–1      |
| Джибуті              | 0–8     | Намібія          | 0–4      | 0–4      |
| Маврикій             | авт.    | Ліберія          | —        | —        |
| Коморські Острови    | 1–5     | Мозамбік         | 0–1      | 1–4      |
| Екваторіальна Гвінея | 3–2     | Мадагаскар       | 2–0      | 1–2      |
| Сомалі               | 0–5     | Ефіопія          | 0–0      | 0–5      |
| Лесото               | 3–2     | Бурунді          | 1–0      | 2–2      |
| Еритрея              | 2–4     | Руанда           | 1–1      | 1–3      |
| Есватіні             | 2–8     | ДР Конго         | 1–3      | 1–5      |
| Сан-Томе і Принсіпі  | 1–6     | Республіка Конго | 0–5      | 1–1      |
| Чад                  | 2–2 (a) | Танзанія         | 1–2      | 1–0      |

| 11 листопада 2011 17:00 UTC+4 |

| Сейшельські Острови | 0–3      | Кенія                    |
| ------------------- | -------- | ------------------------ |
|                     | Протокол | Очєнг 41' Ольєх 75', 81' |

| Стад Лініте, Вікторія Глядачів: 2 000 Арбітр: Денніс Батт (Уганда) |

| 15 листопада 2011 16:00 UTC+3 |

| Кенія                                         | 4–0      | Сейшельські Острови |
| --------------------------------------------- | -------- | ------------------- |
| Онянго 19' Ольєх 36' Мулама 45+1' Ваньяма 74' | Протокол |                     |

| Національний стадіон Няйо, Найробі Глядачів: 5 000 Арбітр: Віктор Гомес (Південна Африка) |

Кенія виграли 7–0 за сумою двох матчів і вийшла до Другого раунду.
| 11 листопада 2011 16:00 UTC±0 |

| Гвінея-Бісау     | 1–1      | Того      |
| ---------------- | -------- | --------- |
| де Карвальйо 38' | Протокол | Гакпе 32' |

| Ліно Коррея, Бісау Глядачів: 3 000 Арбітр: Маланг Д'єдью (Сенегал) |

| 15 листопада 2011 15:30 UTC±0 |

| Того          | 1–0      | Гвінея-Бісау |
| ------------- | -------- | ------------ |
| Жонас 3' (аг) | Протокол |              |

| Стад де Кеге, Ломе Глядачів: 25 000 Арбітр: Маль Мохамаду (Камерун) |

Того виграло 2–1 за сумою двох матчів і вийшло до Другого раунду.
| 11 листопада 2011 15:00 UTC+3 |

| Джибуті | 0–4      | Намібія                               |
| ------- | -------- | ------------------------------------- |
|         | Протокол | Бестер 13', 52' Каїмбі 50' Урікоб 88' |

| Національний стадіон Гулє, Джибуті Глядачів: 3 000 Арбітр: Бамлак Тессема Веєса (Ефіопія) |

| 15 листопада 2011 20:00 UTC+2 |

| Намібія                               | 4–0      | Джибуті |
| ------------------------------------- | -------- | ------- |
| Ісаакс 17' Каїмбі 34', 58' Урікоб 81' | Протокол |         |

| Сем Нужома, Віндгук Глядачів: 2 145 Арбітр: Самюел Ширіндза (Мозамбік) |

Намібія виграла 8–0 за сумою двох матчів і вийшла до Другого раунду.
| 11 листопада 2011 15:00 UTC+3 |

| Коморські Острови | 0–1      | Мозамбік        |
| ----------------- | -------- | --------------- |
|                   | Протокол | Міру 54' (пен.) |

| Саїд Мохамед Шейх, Міцаміулі Глядачів: 3 000 Арбітр: Девід Джейн (Лесото) |

| 15 листопада 2011 19:00 UTC+2 |

| Мозамбік                                 | 4–1      | Коморські Острови |
| ---------------------------------------- | -------- | ----------------- |
| Домінґеш 26' Сіто 45' Віскі 59' Баук 84' | Протокол | Юссуф 72'         |

| Зімпету, Мапуту Глядачів: 10 000 Арбітр: Рузіве Рузіве (Зімбабве) |

Мозамбік виграв 5–1 за сумою двох матчів і вийшов до Другого раунду.
| 11 листопада 2011 16:00 UTC+1 |

| Екваторіальна Гвінея          | 2–0      | Мадагаскар |
| ----------------------------- | -------- | ---------- |
| Хувеналь 20' (пен.) Ранді 74' | Протокол |            |

| Малабо, Малабо Глядачів: 10 000 Арбітр: Ерік Отого-Костан (Габон) |

| 15 листопада 2011 15:50 UTC+3 |

| Мадагаскар                          | 2–1      | Екваторіальна Гвінея |
| ----------------------------------- | -------- | -------------------- |
| Раджоаріманана 54' Раманамахефа 90' | Протокол | Еллонг 24'           |

| Махамасіна, Антананаріву Глядачів: 5 000 Арбітр: Пармендра Нунку (Маврикій) |

Екваторіальна Гвінея виграла 3–2 за сумою двох матчів і вийшла до Другого раунду.
| 12 листопада 2011 15:45 UTC+3 |

| Сомалі | 0–0      | Ефіопія |
| ------ | -------- | ------- |
|        | Протокол |         |

| Національний стадіон Гулє, Джибуті (Джибуті) Глядачів: 3 000 Арбітр: Мохамед Хассан Уруке (Джибуті) |

| 16 листопада 2011 16:00 UTC+3 |

| Ефіопія                                              | 5–0      | Сомалі |
| ---------------------------------------------------- | -------- | ------ |
| Умед У. 5' Шимеліс Б. 62', 65' Гетанех К. 87', 90+2' | Протокол |        |

| Аддис-Абеба, Аддис-Абеба Глядачів: 22 000 Арбітр: Мед Саїд Корді (Туніс) |

Ефіопія виграла 5–0 за сумою двох матчів і вийшла до Другого раунду.
| 11 листопада 2011 20:00 UTC+2 |

| Лесото       | 1–0      | Бурунді |
| ------------ | -------- | ------- |
| Рамабеле 82' | Протокол |         |

| Сецото, Масеру Глядачів: 5 000 Арбітр: Райнгольд Шиконго (Намібія) |

| 15 листопада 2011 14:30 UTC+2 |

| Бурунді                         | 2–2      | Лесото               |
| ------------------------------- | -------- | -------------------- |
| Аміссі 29' Ндікумана 88' (пен.) | Протокол | Тале 16' Мотоана 22' |

| Стадіон Принца Луїса Рвагасоре, Бужумбура Глядачів: 7 200 Арбітр: Ентоні Разі Рафаель (Малаві) |

Лесото виграло 3–2 за сумою двох матчів і вийшло до Другого раунду.
| 11 листопада 2011 15:30 UTC+3 |

| Еритрея   | 1–1      | Руанда         |
| --------- | -------- | -------------- |
| Текле 35' | Протокол | Узамукунда 58' |

| Чичеро, Асмера Глядачів: 6 000 Арбітр: Махамаду Кейта (Малі) |

| 15 листопада 2011 15:30 UTC+2 |

| Руанда                            | 3–1      | Еритрея    |
| --------------------------------- | -------- | ---------- |
| Карекезі 4' Іранзі 70' Бокота 79' | Протокол | Тедрос 89' |

| Амахоро, Кігалі Глядачів: 10 000 Арбітр: Джошуа Бондо (Ботсвана) |

Руанда виграла 4–2 за сумою двох матчів і вийшла до Другого раунду.
| 11 листопада 2011 16:00 UTC+2 |

| Есватіні   | 1–3      | ДР Конго                           |
| ---------- | -------- | ---------------------------------- |
| Шонгве 63' | Протокол | Калуїтука 18' Мпуту 22' Бокесе 72' |

| Національний стадіон Сомхоло, Лобамба Глядачів: 785 Арбітр: Дженні Сіказве (Замбія) |

| 15 листопада 2011 15:30 UTC+1 |

| ДР Конго                                         | 5–1      | Есватіні   |
| ------------------------------------------------ | -------- | ---------- |
| Мпуту 8', 49' Калуїтука 46', 61' Діба Ілунга 66' | Протокол | Шонгве 63' |

| Стад де Мартир, Кіншаса Глядачів: 24 000 Арбітр: Жан-Мішель Мукоко (Республіка Конго) |

ДР Конго виграла 8–2 за сумою двох матчів і вийшла до Другого раунду.
| 11 листопада 2011 15:00 UTC±0 |

| Сан-Томе і Принсіпі | 0–5      | Республіка Конго                                         |
| ------------------- | -------- | -------------------------------------------------------- |
|                     | Протокол | Мусілу 1' Дуньяма 5' Малонга 27' Оніянге 54' Чілімбу 69' |

| Стадіон 12 липня, Сан-Томе Глядачів: 3 000 Арбітр: Состен Нгбокає (Центральна Африка) |

| 15 листопада 2011 15:30 UTC+1 |

| Республіка Конго | 1–1      | Сан-Томе і Принсіпі |
| ---------------- | -------- | ------------------- |
| Н'Ганга 56'      | Протокол | Гандо 50'           |

| Муніципальний стадіон, Пуент-Нуар Глядачів: 12 000 Арбітр: Умар Махамат Тахір (Чад) |

Конго виграло 6–1 за сумою двох матчів і вийшло до Другого раунду.
| 11 листопада 2011 16:00 UTC+1 |

| Чад       | 1–2      | Танзанія             |
| --------- | -------- | -------------------- |
| Лаббо 16' | Протокол | Нгаса 11' Бакарі 80' |

| Національний стадіон, Нджамена Глядачів: 10 000 Арбітр: Бунмі Огунколаде (Нігерія) |

| 15 листопада 2011 16:00 UTC+3 |

| Танзанія | 0–1      | Чад       |
| -------- | -------- | --------- |
|          | Протокол | Лаббо 47' |

| Національний стадіон Танзанії, Дар-ес-Салам Глядачів: 42 700 Арбітр: Хамада Нампіандраза (Мадагаскар) |

2–2 за сумою двох матчів. Танзанія виграла за правилом гола, забитого на чужому полі, і пройшла до Другого раунду.

## Бомбардири
У 22 іграх було забито 66 голів, тобто у середньому 3 голи за гру.
3 голи
| - Діоко Калуїтука - Трезор Мпуту | - Денніс Олієч | - Лазарус Каїмбі |

2 голи
| - Махамат Лаббо - Шимеліс Бекеле | - Гетанех Кебеде - Рудольф Бестер | - Сідні Урікоб - Сідумо Шонгве |

1 гол
| - Седрік Аміссі - Селемані Ндікумана - Мохамед Юссуф - Гладис Бокесе - Ів Діба Ілунга - Ладіслас Дуньяма - Кріс Малонга - Матт Мусілу - Франсіс Н'Ганга - Прінс Оніянге - Гарріс Чілімбу - Вієра Еллонг - Хувеналь - Ранді | - Абрахам Тедрос - Тесфалем Текле - Умед Укрі - Басіле де Карвальйо - Боканг Мотоане - Леломела Рамабеле - Тапело Тале - Браян Онянго - Тітус Мулама - Паскаль Очєнг - Віктор Ваньяма - Іван Раджоаріманана - Фалімері Раманамахефа - Клезіу Баук | - Домінґеш - Міру - Джеррі Сіто - Віскі - Гайнріх Ісаакс - Лабама Бокота - Жан-Клод Іранзі - Олів'є Карекезі - Еліас Узамукунда - Орландо Гандо - Нурдін Бакарі - Мрішо Нгаса - Серж Гакпе |

1 автогол
- Жонас Мендеш (у грі проти Того)